# .eus
.eus je sponzorovaná doména nejvyššího řádu vyhrazená pro weby v baskičtině a pro weby spojené s baskickou kulturou. Byla oficiálně schválena organizací ICANN dne 10. června 2013, první web s doménou byl uveden v roce 2014. Před uvedením domény .eus se pro baskické weby někdy neoficiálně používala doména .eu, určená pro Evropskou unii. Doména je spravována organizací PuntuEus.
Název domény je odvozen od slova euskara, což je baskické označení pro baskičtinu.
.eus není jedinou doménou spojenou s určitým jazykem a kulturou ve Španělsku. Existují také domény .cat pro katalánštinu a .gal pro galicijštinu.